# 普雷代什蒂鄉
44°22′N 23°36′E / 44.367°N 23.600°E
普雷代什蒂鄉（羅馬尼亞語：Comuna Predești, Dolj），是羅馬尼亞的鄉份，位於該國西南部，由多爾日縣負責管轄，處於布加勒斯特以西200公里，每年平均降雨量988毫米，海拔高度161米，2007年人口2,048。